# Au Pays de Vocabulon
Au Pays de Vocabulon là tựa game mang tính giáo dục của Pháp được phát hành vào năm 1997 cho Windows và Macintosh.
Tiêu đề Au Pays de Vocabulon trong tiếng Pháp dịch ra có nghĩa là Ở Xứ sở Vocabulon với lối chơi được thiết kế theo hướng dạy từ vựng cho người chơi thông qua phương tiện là mini-game 'Shockwave' thực hiện theo phong cách giống như phim hoạt hình.
Cốt truyện trong game nói về vị giáo sư độc ác Charabia đã chế tạo ra một cỗ máy có thể sử dụng bảng chữ cái và khiến cả thế giới không có chữ viết. Cách duy nhất hòng ngăn chặn dã tâm của Charabia là tìm mọi cách đặt chân đến hòn đảo Vocabulon và đặt một quả bom vào cỗ máy được giấu kín sâu bên trong hang ổ của hắn.